# Вармунд, Адольф
Адольф Вармунд (1827—1913) — австрийско-немецкий востоковед и педагог; по вероисповеданию — христианин.

## Биография
Адольф Вармунд родился 10 июня 1827 года в городе Висбадене.  Происходя из семьи бедного ремесленника, Вармунд с громадными усилиями пробил себе дорогу в жизни, пройдя курс классической и восточной филологии в Геттингенском университете. 
В 1862 году он в качестве приват-доцента Венского университета стал читать лекции по арабскому, персидскому и турецкому языкам, a в 1884 году Адольф Вармунд занял ординатуру в Академии восточных языков Вены, а с 1885 по 1897 год стоял во главе этого учебного заведения.
В 1908 году Вармунд за свои радикальные политические взгляды был отправлен отставку (без пенсии). 
Из научных трудов Вармунда наиболее известны следующие: «Arabisches Wörterbuch» (1876); «Babylonierthum, Judenthum u. Christenthum» (1882); «Christliche Schule und Judenthum» (1885); «Gesetz des Nomadenthums der heutig. Judenherrschaft» (1887); «Kulturkampf zwischen Asien u. Europa» (1887); «Kathol. Weltanschauung u. freie Wissenschaft» (1908). Последнее из названных сочинений и послужило поводом к лишению престарелого ученого пенсии, которую он получал с 1900 года. Издал также переводы Фукидида и Диодора.
В своем сочинении «Das Gesetz des Nomadentums und die heutige Judenherrschaft» он открыто проповедует идеи антисемитизма и настаивает на необходимости изгнания евреев из Европы.
Адольф Вармунд умер 15 мая 1913 года в городе Вене.